# Placówka Straży Granicznej II linii „Grabowo” (komisariat SG „Chorzele”)
Placówka Straży Granicznej II linii „Grabowo” – jednostka organizacyjna Straży Granicznej pełniąca służbę wywiadowczą na granicy polsko-niemieckiej w okresie międzywojennym.

## Formowanie i zmiany organizacyjne
Rozporządzeniem Prezydenta Rzeczypospolitej Polskiej Ignacego Mościckiego z 22 marca 1928 roku, do ochrony północnej, zachodniej i południowej granicy państwa, a w szczególności do ich ochrony celnej, powoływano z dniem 2 kwietnia 1928 roku Straż Graniczną.
Rozkazem nr 1 z 12 marca 1928 roku w sprawach organizacji Mazowieckiego Inspektoratu Okręgowego Naczelny Inspektor Straży Celnej gen. bryg. Stefan Pasławski określił strukturę organizacyjną komisariatu SG „Chorzele”. Placówka Straży Granicznej II linii „Grabowo” znalazła się w jego strukturze.
Rozkazem Mazowieckiego Inspektora Okręgowego nr 7 z 25 maja 1928 placówka II linii „Grabowo” przeniesiona została do komisariatu SG „Myszyniec”.